# Luis Urbano Lanaspa
Luis Urbano Lanaspa foi um religioso dominicano espanhol.

## Vida e obras
Fez os seus primeiros estudos nos escolápios de Saragoça. Aos 14 anos de idade, ingressa no Seminário Conciliar com o objetivo de iniciar estudos em filosofia. Ali exerce o ofício de sacristão na igreja das monjas dominicanas de Santa Inês. Recebeu o hábito de dominicano no dia 30 de outubro de 1898 no convento de Padrón (Corunha). Esteve também nos conventos de Corias (Astúrias) e San Esteban de Salamanca. Foi ordenado sacerdote a 22 de setembro de 1906, tendo conciliado as suas actividades eclesiásticas com os estudos em ciências físicas, recebendo a sua licenciatura na Universidade de Madrid. Em 1912, perante o apelo para a restauração da província de Aragão, voluntariou-se para essa missão, indo para Valência, onde foi confessor, pregador, professor, dedicando-se ainda a várias obras assistenciais. Esteve no Chile, Equador e Peru, integrado na comitiva do legado pontifício, cardeal Juan Bautista Benlloch y Vivó. Foi-lhe outorgado o título de Pregador Geral da Ordem e a Coroa espanhola atribui-lhe o cargo de Pregador Real.
Recebe ainda o título de Mestre em teologia. Das suas várias obras, destacam-se as dedicadas ao ecumenismo, apresentando São Domingos como modelo. Promove a fundação do Colégio-asilo San Joaquín e da Clínica de São Vicente Ferrer.
Após o início da Guerra Civil de Espanha, no dia 19 de julho, refugia-se em casa de pessoas amigas. Foi detido no dia 21 de agosto de 1936, sendo fuzilado nessa mesma tarde. Os seus restos mortais estão na cripta lateral do altar de São Domingos da Basílica de São Vicente Ferrer, em Valência.